# 139 Juewa
A 139 Juewa a Naprendszer kisbolygóövében található aszteroida. James Craig Watson fedezte fel 1874. október 10-én.